# Frans Oort

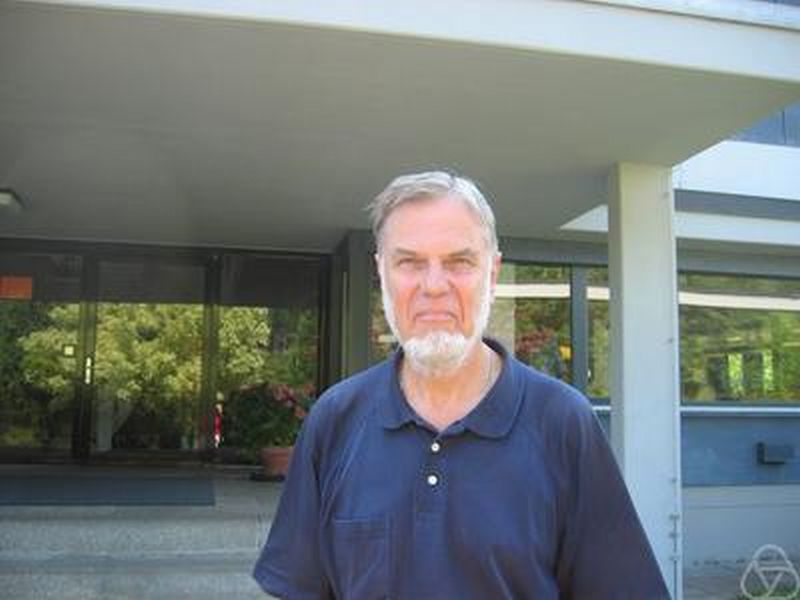
Frans Oort, Oberwolfach 2004

Frans Oort (* 17. Juli 1935 in Bussum) ist ein niederländischer Mathematiker, der sich mit algebraischer Geometrie beschäftigt.

## Leben
Oort studierte 1952 bis 1958 an der Universität Leiden (Diplom über elliptische Kurven). Er promovierte 1961 in Leiden bei Willem Titus van Est (1921–2002) und Jacob Murre (Reducible and Multiple Algebraic Curves), war aber auch zuvor bei Jean-Pierre Serre in Paris und Aldo Andreotti in Pisa. Er war ab 1961 an der Universität Amsterdam, wo er 1967 Professor wurde. 1977 bis zu seiner Emeritierung 2000 war er Professor an der Universität Utrecht. Er war als Gastwissenschaftler unter anderem an der Harvard University (1966/67) und der Universität Aarhus (1972/73). 2008 war er Eilenberg Professor an der Columbia University.
Er befasste sich zum Beispiel mit Abelschen Varietäten und ihren Modulen. Hier ist eine Vermutung über Untervarietäten von Shimura-Varietäten, die Gegenstand intensiver Forschung ist, nach ihm und Yves André benannt (André-Oort-Vermutung). Sie wurde nach dem Beweis verschiedener Spezialfälle in voller Allgemeinheit 2021 durch Jacob Tsimerman, Jonathan Pila und andere bewiesen. Oort schrieb auch Arbeiten über den Schließungssatz von Poncelet und den mathematischen Aspekt der Musik von Johann Sebastian Bach.
Er ist verheiratet mit der Autorin Marijke Harberts (sie schrieb unter anderem ein Buch über die Frauenrechtlerin Joke Smits), mit der er drei Kinder hat, unter anderem den Ultimate-Frisbee-Spieler Jeroen Oort.
1962 hielt er einen Vortrag auf dem Internationalen Mathematikerkongress in Stockholm (Multiple algebraic curves). Seit 2011 ist er Mitglied der Academia Europaea.
Zu seinen Doktoranden zählen Hendrik Lenstra, Aise Johan de Jong, Michiel Hazewinkel, Joseph Steenbrink, Ben Moonen, Jaap Top und Carel Faber.

## Schriften
- als Herausgeber: Algebraic Geometry, Oslo 1970. Proceedings of th 5th Nordic Summer School in Mathematics. Wolters-Noordhoff, Groningen 1972, ISBN 90-01-67080-6.
- als Herausgeber mit Gerard van der Geer, Joseph Steenbrink: Arithmetic algebraic geometry (= Progress in Mathematics. 89). Birkhäuser, Boston MA u. a. 1991, ISBN 0-8176-3513-0.
- als Herausgeber mit Carel Faber, Gerard van der Geer: Moduli of abelian varieties (= Progress in Mathematics. 195). Birkhäuser, Basel u. a. 2001, ISBN 3-7643-6517-X.
- mit Ben Moonen: The Torelli locus and special subvarieties. In: Gavril Farkas, Ian Morrison (Hrsg.): Handbook of moduli (= Advanced Lectures in Mathematics. 25). Band 2. International Press u. a., Somerville MA u. a. 2013, ISBN 978-1-57146-258-9, S. 549–594, arxiv:1112.0933.